# Kymenlaakso
Kymenlaakso ou, em português, Vale do Kymi (sueco: Kymmenedalen) é uma  região da Finlândia localizada na província da Finlândia Meridional, sua capital é a cidade de Kotka.

## Municípios
A região de Kymenlaakso está dividida em 12 municípios (população em 31 de janeiro de 2007 entre parênteses):
| Die Gemeinden von Kymenlaakso | 1. Hamina* (21.845) 2. Iitti (7.238) 3. Jaala (1.867) 4. Kotka* (54.639) 5. Kouvola* (30.798) 6. Miehikkälä (2.413) 7. Pyhtää (Pyttis) (5.141) 8. Virolahti (3.610) |

Nota:* Municípios com status de cidade.